# 昆贝格
昆贝格是奥地利施蒂利亚州格拉茨城郊县的一个市镇。总面积29.27平方公里，总人口3441人，人口密度117.6人/平方公里（2001年）。